# Olympische Sommerspiele 1968/Leichtathletik – Hammerwurf (Männer)

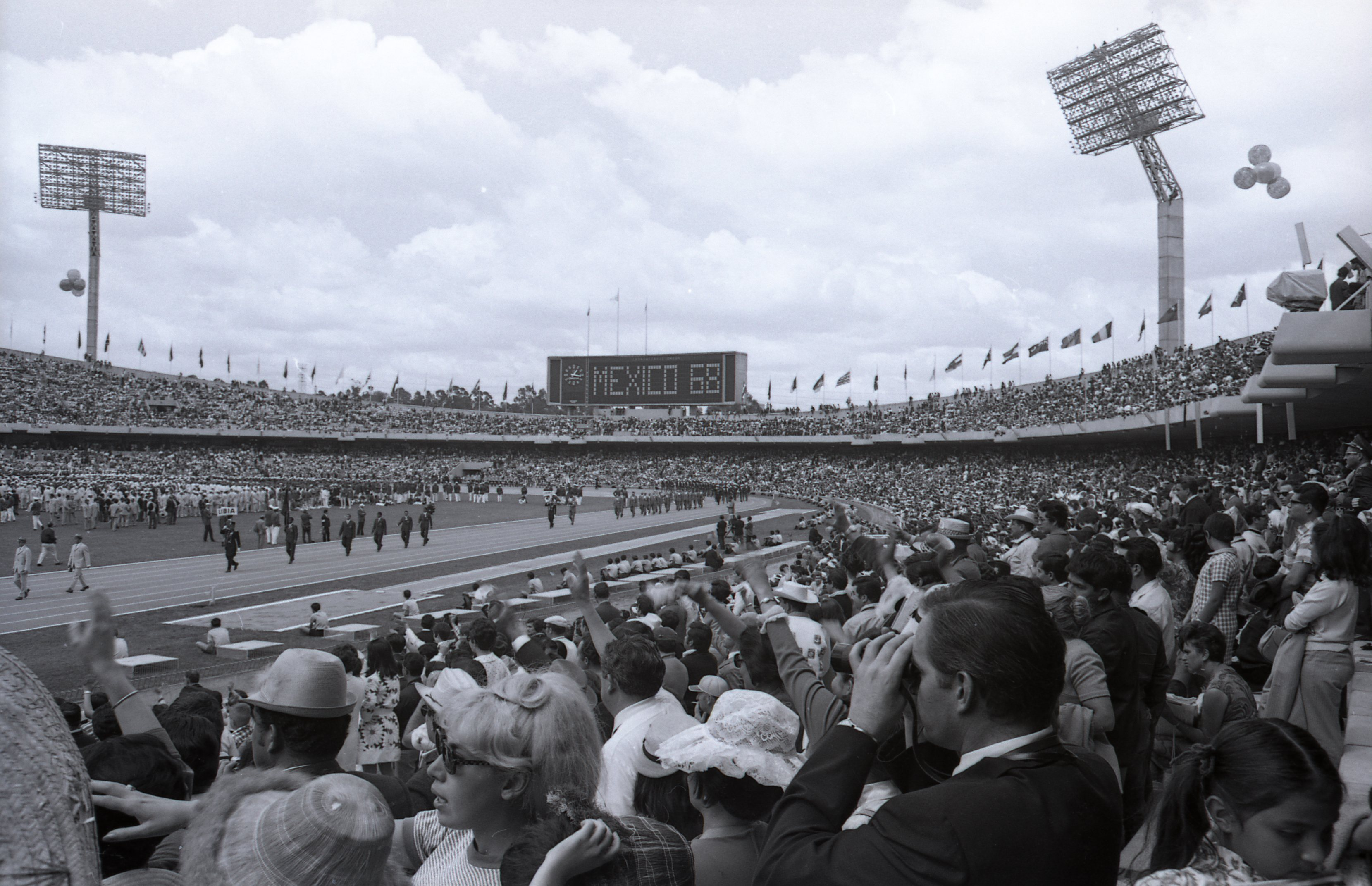
Das Olympiastadion während der Eröffnungsfeier 1968

Der Hammerwurf der Männer bei den Olympischen Spielen 1968 in Mexiko-Stadt wurde am 16. und 17. Oktober 1968 im Estadio Olímpico Universitario ausgetragen. 22 Athleten nahmen teil.
Olympiasieger wurde der Ungar Gyula Zsivótzky. Er gewann vor Romuald Klim aus der Sowjetunion und Lázár Lovász, wie Zsivótzky aus Ungarn.
Für die BR Deutschland – offiziell Deutschland – traten Hans Fahsl, Lutz Caspers und Uwe Beyer an. Caspers und Beyer scheiterten in der Qualifikation, Fahsl erreichte das Finale und wurde dort Elfter.

Die DDR – offiziell Ostdeutschland – wurde durch Helmuth Baumann und Reinhard Theimer vertreten, die beide das Finale erreichten. Theimer wurde Siebter, Baumann Achter.

Der Schweizer Ernst Ammann schied in der Qualifikation aus.

Athleten aus Österreich und Liechtenstein nahmen nicht teil.

## Rekorde

### Bestehende Rekorde
| Weltrekord         | 73,76 m | Gyula Zsivótzky ( Ungarn)   | Budapest, Ungarn       | 14. September 1968 |
| Olympischer Rekord | 69,74 m | Romuald Klim ( Sowjetunion) | Finale OS Tokio, Japan | 18. Oktober 1964   |

### Rekordverbesserungen
Der bestehende olympische Rekord wurde viermal verbessert:
- 72,60 m – Gyula Zsivótzky (Ungarn), Qualifikation am 16. Oktober, erster Durchgang
- 72,82 m – Romuald Klim (Sowjetunion), Finale am 17. Oktober, dritter Durchgang
- 73,28 m – Romuald Klim (Sowjetunion), Finale am 17. Oktober, vierter Durchgang
- 73,36 m – Gyula Zsivótzky (Ungarn), Finale am 17. Oktober, fünfter Durchgang

## Durchführung des Wettbewerbs
22 Athleten traten am 16. Oktober zu einer Qualifikationsrunde an, die in zwei Gruppen absolviert wurde. Dreizehn von ihnen – hellblau unterlegt – erreichten die direkte Finalqualifikationsweite von 66,00 m. Damit war die Mindestanzahl von zwölf Finalteilnehmern übertroffen. Die dreizehn qualifizierten Wettbewerber bestritten das Finale am 17. Oktober. Dort hatte jeder Werfer zunächst drei Versuche. Erstmals konnten die acht besten – und nicht wie bis 1964 sechs besten – Athleten dann drei weitere Versuche absolvieren.

## Zeitplan
16. Oktober, 10:00 Uhr: Qualifikation

17. Oktober, 15:00 Uhr: Finale
Anmerkung: Alle Zeiten sind in Ortszeit Mexiko-Stadt (UTC −6) angegeben.

## Legende
Kurze Übersicht zur Bedeutung der Symbolik – so üblicherweise auch in sonstigen Veröffentlichungen verwendet:
| – | verzichtet |
| x | ungültig   |

## Qualifikation

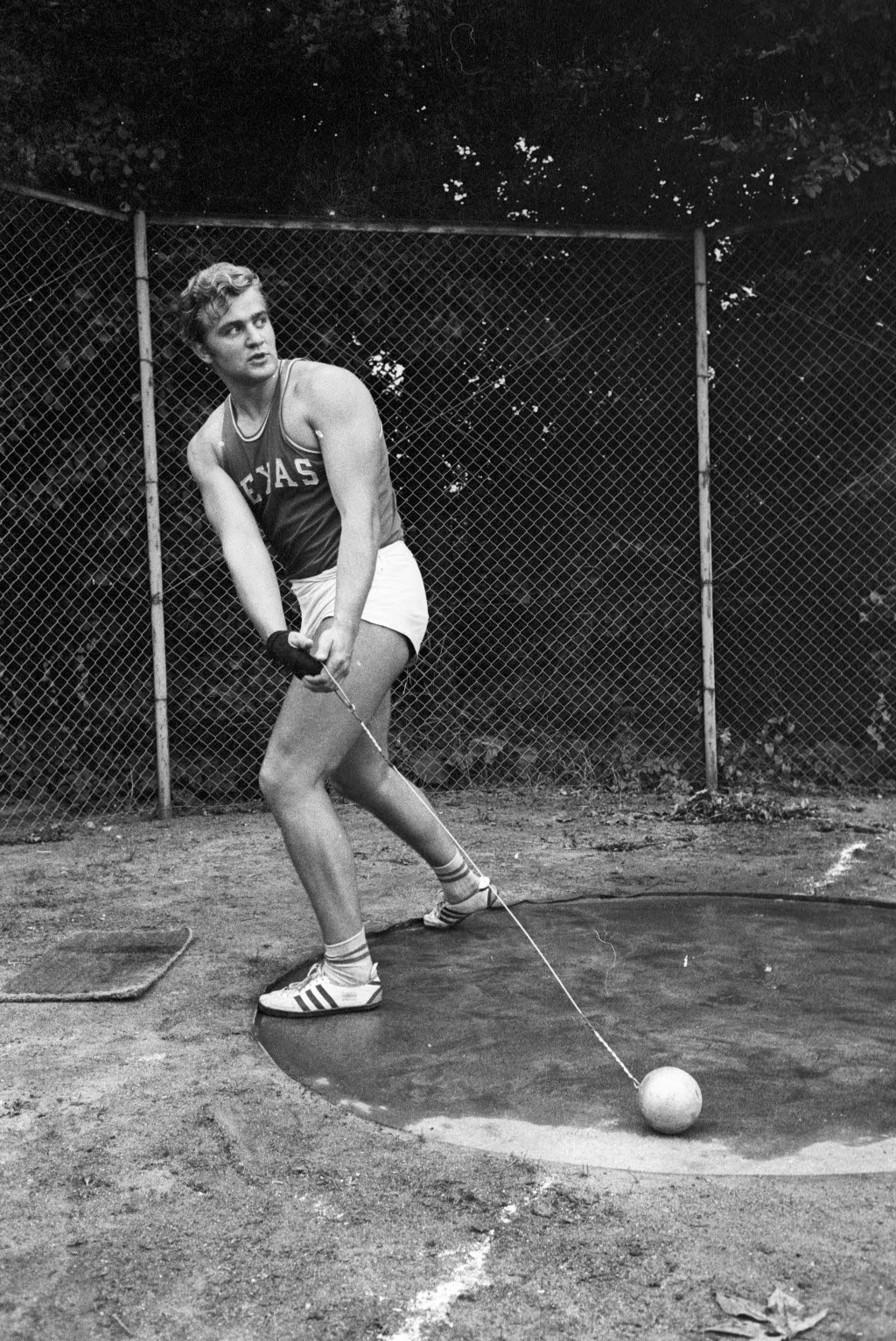
Der Olympiadritte von 1964 Uwe Beyer – im Olympiajahr bereits weiter als 70 Meter geworfen – erreichte mit seinen 65,44 m völlig überraschend nicht das Finale

Datum: 16. Oktober 1968, ab 10:00 Uhr

### Gruppe A
| Platz | Name                    | Nation         | 1. Versuch | 2. Versuch | 3. Versuch | Weite   | Anmerkung |
| ----- | ----------------------- | -------------- | ---------- | ---------- | ---------- | ------- | --------- |
| 1     | Gyula Zsivótzky         | Ungarn         | 72,60 m OR | –          | –          | 72,60 m | OR        |
| 2     | Lázár Lovász            | Ungarn         | 68,96 m    | –          | –          | 68,96 m |           |
| 3     | Helmuth Baumann         | DDR            | 68,24 m    | –          | –          | 68,24 m |           |
| 4     | Reinhard Theimer        | DDR            | 65,78 m    | 68,12 m    | –          | 68,12 m |           |
| 5     | Hans Fahsl              | BR Deutschland | 65,80 m    | 67,90 m    | –          | 67,90 m |           |
| 6     | Takeo Sugawara          | Japan          | 67,76 m    | –          | –          | 67,76 m |           |
| 7     | Gennadi Kondraschow     | Sowjetunion    | 67,56 m    | –          | –          | 67,56 m |           |
| 8     | Ed Burke                | USA            | 67,36 m    | –          | –          | 67,36 m |           |
| 9     | Romuald Klim            | Sowjetunion    | 66,82 m    | –          | –          | 66,82 m |           |
| 10    | Anatoli Schtschupljakow | Sowjetunion    | 64,78 m    | 66,56 m    | –          | 66,56 m |           |
| 11    | Uwe Beyer               | BR Deutschland | 65,02 m    | 64,88 m    | 65,44 m    | 65,44 m |           |

### Gruppe B

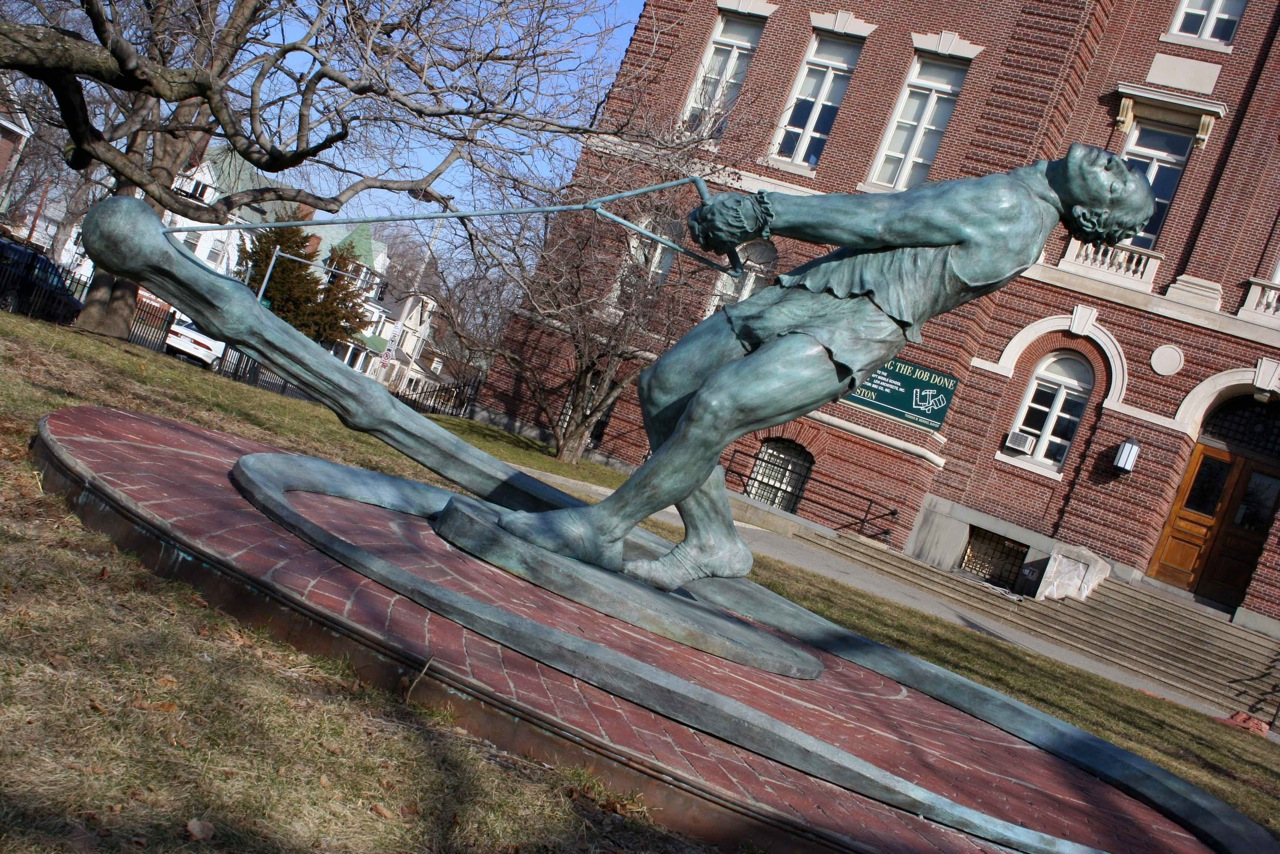
Für den hier mit 65,00 m ausgeschiedenen Olympiasieger von 1956 Hal Connolly wurde in Brighton (Boston), Massachusetts eine Statue errichtet
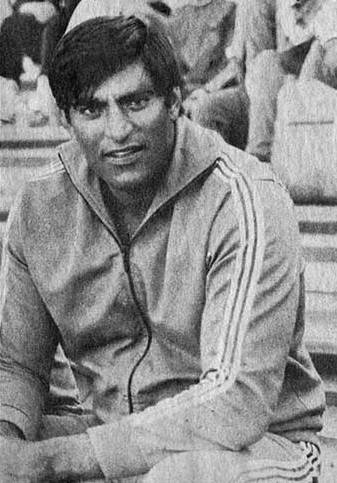
Praveen Kumar – ausgeschieden mit 60,84 m

| Platz | Name               | Nation         | 1. Versuch | 2. Versuch | 3. Versuch | Weite   |
| ----- | ------------------ | -------------- | ---------- | ---------- | ---------- | ------- |
| 1     | Sándor Eckschmiedt | Ungarn         | 68,60 m    | –          | –          | 68,60 m |
| 2     | Howard Payne       | Großbritannien | 65,52 m    | 64,80 m    | 68,06 m    | 68,06 m |
| 3     | Yoshihisa Ishida   | Japan          | 67,16 m    | –          | –          | 67,16 m |
| 4     | Albert Hall        | USA            | x          | 65,70 m    | 58,28 m    | 65,70 m |
| 5     | Lutz Caspers       | BR Deutschland | x          | 65,54 m    | 64,70 m    | 65,54 m |
| 6     | Hal Connolly       | USA            | x          | x          | 65,00 m    | 65,00 m |
| 7     | José Luis Martínez | Spanien        | 60,60 m    | 63,40 m    | 62,84 m    | 63,40 m |
| 8     | Ernst Ammann       | Schweiz        | x          | 61,48 m    | 62,40 m    | 62,40 m |
| 9     | Praveen Kumar      | Indien         | x          | 59,80 m    | 60,84 m    | 60,84 m |
| 10    | Gustavo Morales    | Nicaragua      | x          | 43,88 m    | 45,76 m    | 45,76 m |
| 11    | Carlos Hasbún      | El Salvador    | x          | 37,02 m    | 37,46 m    | 37,46 m |
| DNS   | Frangiskos Politis | Griechenland   |            |            |            |         |

## Finale

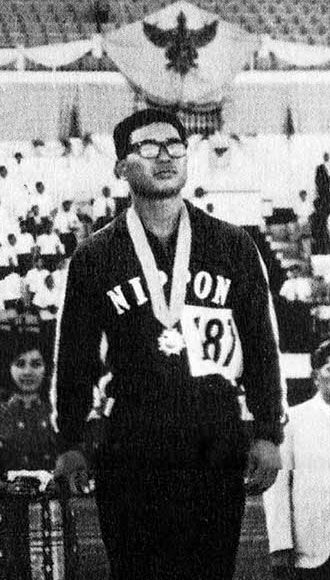
Yoshihisa Ishida kam im Finale auf den dreizehnten Platz

Datum: 16. Oktober 1968, 15:00 Uhr
| Platz | Name                    | Nation         | 1. Versuch | 2. Versuch | 3. Versuch | 4. Versuch                             | 5. Versuch                             | 6. Versuch                             | Endresultat |
| ----- | ----------------------- | -------------- | ---------- | ---------- | ---------- | -------------------------------------- | -------------------------------------- | -------------------------------------- | ----------- |
| 1     | Gyula Zsivótzky         | Ungarn         | 72,26 m    | 72,46 m    | 72,54 m    | x                                      | 73,36 m OR                             | 72,22 m                                | 73,36 m OR  |
| 2     | Romuald Klim            | Sowjetunion    | 72,24 m    | 68,96 m    | 72,82 m OR | 73,28 m OR                             | 71,16 m                                | 71,64 m                                | 73,28 m     |
| 3     | Lázár Lovász            | Ungarn         | 64,76 m    | x          | 69,78 m    | x                                      | 69,38 m                                | x                                      | 69,78 m     |
| 4     | Takeo Sugawara          | Japan          | 67,24 m    | 68,12 m    | x          | 69,06 m                                | 69,78 m                                | 61,40 m                                | 69,78 m     |
| 5     | Sándor Eckschmiedt      | Ungarn         | 67,84 m    | 68,50 m    | 69,46 m    | x                                      | 67,64 m                                | 68,08 m                                | 69,46 m     |
| 6     | Gennadi Kondraschow     | Sowjetunion    | 69,08 m    | 67,00 m    | 68,64 m    | 67,10 m                                | 67,98 m                                | 67,70 m                                | 69,08 m     |
| 7     | Reinhard Theimer        | DDR            | 68,82 m    | x          | 66,16 m    | 68,84 m                                | 67,86 m                                | 63,54 m                                | 68,84 m     |
| 8     | Helmuth Baumann         | DDR            | 65,94 m    | 66,98 m    | 68,26 m    | x                                      | 63,76 m                                | x                                      | 68,26 m     |
|       |                         |                |            |            |            |                                        |                                        |                                        |             |
| 9     | Anatoli Schtschupljakow | Sowjetunion    | 67,58 m    | 67,74 m    | 66,90 m    | nicht im Finale der besten acht Werfer | nicht im Finale der besten acht Werfer | nicht im Finale der besten acht Werfer | 67,74 m     |
| 10    | Howard Payne            | Großbritannien | 65,98 m    | 67,62 m    | 66,58 m    | nicht im Finale der besten acht Werfer | nicht im Finale der besten acht Werfer | nicht im Finale der besten acht Werfer | 67,62 m     |
| 11    | Hans Fahsl              | BR Deutschland | x          | 64,00 m    | 66,36 m    | nicht im Finale der besten acht Werfer | nicht im Finale der besten acht Werfer | nicht im Finale der besten acht Werfer | 66,36 m     |
| 12    | Ed Burke                | USA            | x          | 65,72 m    | 65,46 m    | nicht im Finale der besten acht Werfer | nicht im Finale der besten acht Werfer | nicht im Finale der besten acht Werfer | 65,72 m     |
| 13    | Yoshihisa Ishida        | Japan          | 65,04 m    | 63,72 m    | x          | nicht im Finale der besten acht Werfer | nicht im Finale der besten acht Werfer | nicht im Finale der besten acht Werfer | 65,04 m     |

Topfavoriten waren die Gold- und Silbermedaillengewinner von 1964 Romuald Klim aus der UdSSR und der Ungar Gyula Zsivótzky. Als Mitfavorit reiste der bundesdeutsche Werfer Uwe Beyer an, der 1964 hinter Klim und Zsivótzky Bronze gewonnen hatte und im Olympiajahr die 70-Meter-Marke bereits deutlich übertroffen hatte. Dass die Entwicklung im Hammerwurf weitergegangen war, zeigte Weltrekordler Zsivótzky: schon in der Qualifikation warf er einen neuen Olympiarekord, während Klim die notwendige Weite von 66,00 m gerade mal um 82 cm übertroffen hatte. Ganz schlecht ging der Ausscheidungswettkampf für Beyer aus. Er konnte sich nicht für das Finale qualifizieren und blieb mehr als fünf Meter hinter seiner Jahresbestleistung zurück.
Im ersten Finaldurchgang übernahm der Zsivótzky mit zwei Zentimetern Vorsprung die Führung vor Klim. Im zweiten Versuch konnte der Ungar sich zwar noch einmal leicht verbessern, doch in Runde drei übernahm Klim mit neuem Olympiarekord die Spitzenposition und baute diese im vierten Versuch noch weiter aus. Gleich mit seinem folgenden fünften Wurf konterte Zsivótzky mit einem weiteren Olympiarekord, dem vierten in diesem Wettkampf. Damit war der Kampf um Gold und Silber entschieden. Bronze ging an Zsivótzkys Landsmann Lovász, der die gleiche Weite wie der Japaner Sugawara erzielt hatte. Zur Entscheidung wurde die zweitbeste Weite herangezogen. Hier lag Lovász mit 69,38 m um 32 Zentimeter vor Sugawara mit 69,06 m.

## Video
- Olympics (1968), Bereich: 1:23 min bis 1:32 min, youtube.com, abgerufen am 21. September 2021